# Nuolijärvi (Pajala socken, Norrbotten)
Nuolijärvi är en sjö i Pajala kommun i Norrbotten och ingår i Torneälvens huvudavrinningsområde.